# 알렉산드라 사무센코
알렉산드라 그리고리예브나 사무센코(러시아어: Александра Григорьевна Самусенко, 우크라이나어: Олександра Григорівна Самусенко, 올렉산드라 흐리호리브나 사무센코; 1922년 – 1945년 3월 3일)는 소련군의 T-34 전차 지휘관이자 제2차 세계 대전 동안의 연락 담당자였다. 그녀는 제1근위전차군에서 유일한 여성 전차병이었다.
사무센코는 쿠르스크 전투에서의 용맹으로 적성훈장을 받았다. 그녀는 또한 애국전쟁훈장 1급과 2급을 받았다.

## 삶
치타 또는 즐로빈 구에서 태어난 사무센코는 보병 소대의 사병으로 복무를 시작했다. 그녀는 보병 연대의 사병으로 핀란드와의 겨울 전쟁 (1939-1940)에 참전했다. 후에 그녀는 전차학교를 졸업하고 제1근위전차군에 배치되었다. 사무센코는 그녀의 전차 승무원들이 독일 티거 I 전차 세 대를 격파했을 때 적성훈장을 받았다. 이후 사무센코는 르비우-산도미에시 공세에 참전했다.
1945년 1월 초 알트 드레비츠의 제3C 포로수용소에서 탈출한 미 육군 병장 조지프 베이얼은 1월 중순 사무센코의 전차 여단을 만났다. 제2차 세계 대전에서 미 육군과 소련군 모두에게서 복무한 것으로 알려진 유일한 미군 병사 베이얼은 마침내 그녀에게 베를린으로 향하는 부대와 함께 싸우는 것을 허락해 달라고 설득했고, 이로써 그의 폭파 전문 지식이 높이 평가된 소련 전차 대대에서의 한 달간의 복무가 시작되었다. 사무센코가 전쟁 중 남편과 온 가족을 잃었다고 보고한 베이얼은 사무센코를 그 기간 동안 소련 인민이 보여준 강인함과 용기의 상징으로 언급했다.

## 개인사
제2차 세계 대전 참전 용사이자 작가인 파비안 가린은 그의 저서 《탱크 위의 꽃들》(Tsvety na tankakh)에서 사무센코와 사랑에 빠진 어떤 민들린이 그녀에게 "담배와 술을 끊으라"고 부탁한 일화를 언급했다. 사무센코는 "사랑에 빠졌나요?"라고 반격하며 그의 머리에 키스했고 그 후 담배와 술을 끊었다.

### 스페인 내전
1975년 그의 저서에서 러시아 작가 Y.A. 주코프는 사무센코가 1936년–1939년 스페인 내전의 참전 용사였다고 썼지만, 가린은 《탱크 위의 꽃들》에서 이 소문을 부인했다. 가린에 따르면, 이 소문은 발란딘이라는 병사에게서 나왔는데, 그는 대대장 주코프에게 사무센코가 스페인에서 싸웠다고 말했다:

나의 [발란딘의] 기관총 사수 콜카는... 그녀에게 다가가 "[...] 저는 이미 우에스카에서 당신을 봤습니다... ¡No pasarán!"이라고 말했습니다. 그러자 그녀는 "기억이 나지 않습니다"라고 대답합니다 [...]

주코프는 그녀가 왜 복무를 숨겼는지 물었고 발란딘은 자신은 모른다며, "하지만 왠지 많은 사람들이 스페인에서 싸웠다는 것을 밝히고 싶어하지 않는다"고 답했다. 그러나 가린은 사무센코의 남자친구 민들린을 추가로 인용하는데, 그는 나중에 "그녀는 그곳에 가본 적이 없다"고 말했다.

## 사망
사무센코는 1945년 3월 3일 22세 또는 23세의 나이로 사망했다. 사무센코는 동포메라니아 공세 중 당시 독일 마을이었던 쥘체피츠 (슈체친에서 70km)에서 입은 부상으로 사망했다. 그녀의 죽음의 상황에 대한 두 가지 버전이 있다. 제2차 세계 대전 참전 용사 표트르 데미도프에 따르면, 그녀는 어둠 속에서 동행하는 사람들을 볼 수 없었던 소련 전차 운전병의 궤도 아래에 깔려 사망했다. 또 다른 버전에 따르면, 그것은 독일의 자주포였다. 그녀는 오늘날 폴란드의 라베스에 있는 빌헬름 1세 기념비 근처에 묻혔다.
1945년 3월 13일, 사무센코는 사후 애국전쟁훈장 1급을 받았다.

## 같이 보기
- 마리야 옥탸브르스카야
- 이리나 레프첸코
- 알렉산드라 보이코